# Egy Maszk drámaműhely

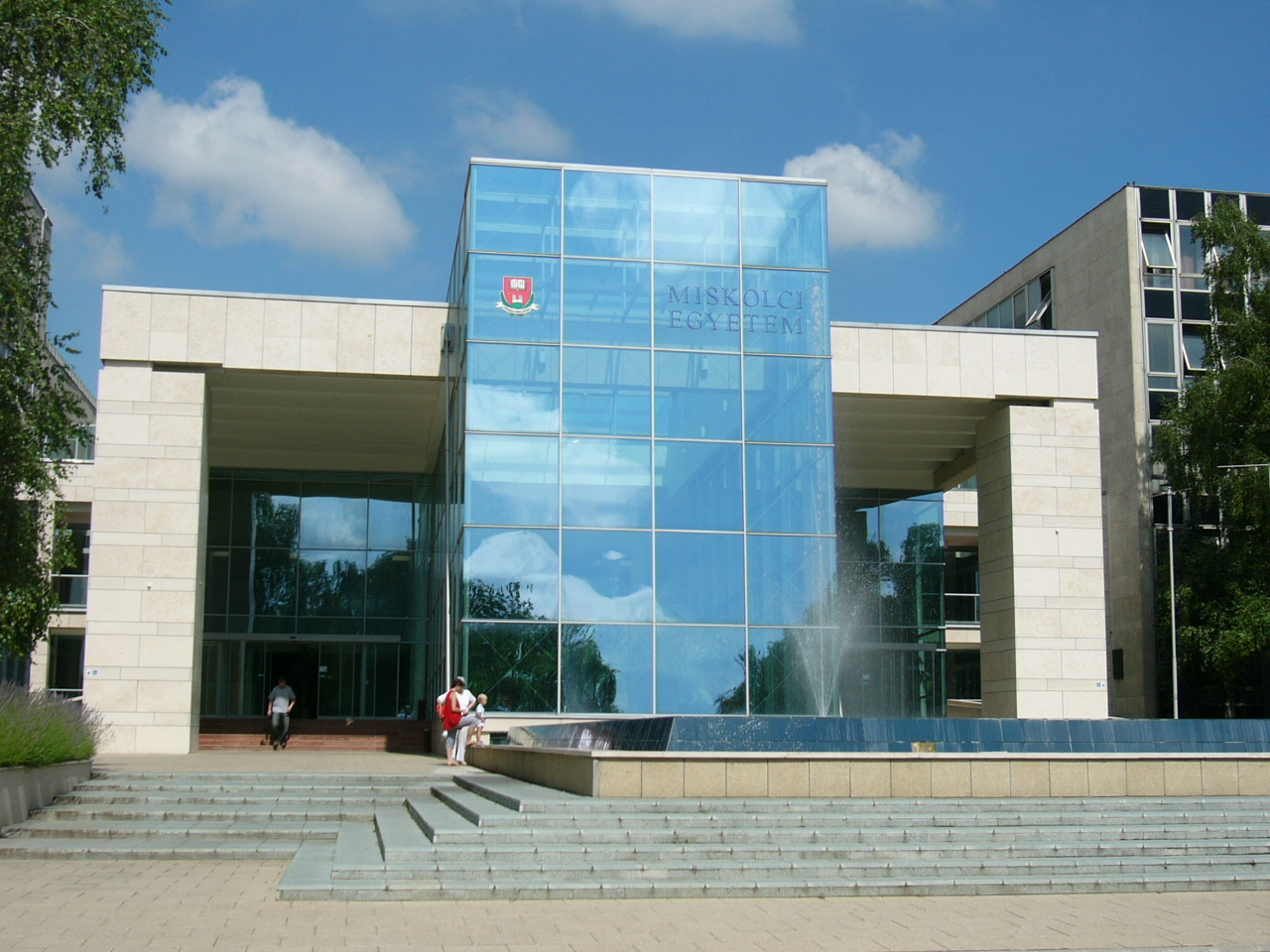
A Miskolci Egyetem főépületének főbejárata

Az EGY MASZK drámaműhely (Egyetemisták Miskolci Amatőr Színjátszó Köre) 1997-ben indult el, és hosszú éveken át meghatározó szereplője volt a Miskolci Egyetem, majd Miskolc város kulturális életének. Alapítója Lutter Imre jogász, előadóművész, producer, az egyetem egykori joghallgatója volt, a Bolyai Kollégiummal és Káelné Kovács Ritával a háttérben. A társaság dolgozott együtt Varnus Xavérral, Müller Péter Sziámival, Molnár Annával, Fandl Ferenccel, Kárász Eszterrel, Palóc Eszterrel, de innen indult pályájára többek között Bakos-Kiss Gábor, a Nemzeti Színház művésze is. Néhány esztendei szünetelés után a társulat Káelné Kovács Rita hathatós támogatása mellett, Nádasy Erika színművész, a Miskolci Nemzeti Színház társulati tagja, a drámaműhely szakmai vezetője és Potonyecz Fanni miskolci egyetemista, a drámaműhely diákvezetője irányításával 2016-ban indult új útjára.
Az Egy Maszk sajátos együttműködés útján valósul meg: a hazai ifjúság részvételét a Miskolci Egyetem kampusza biztosítja, ahol az ország minden tájáról érkező és a határon túli magyarok összekötve élnek együtt. Az általában 10–15 fős társulat szakmaiságról az Északkelet-magyarországi Regionális Versmondó Egyesület, a Magyar Versmondók Egyesületének tagszervezete gondoskodik, az anyaegyesület és az otthont adó Uni-Hotel Diákotthon támogatásával.

## Működésük
Az Egy Maszk tagjai az ország valamennyi régiójából, sőt a határon túlról – Erdélyből, a Vajdaságból, Kárpátaljáról és a Felvidékről – jöttek, és ez nem véletlen: a Miskolci Egyetem az ország egyik legnagyobb felsőoktatási intézménye, és az egyik legsajátosabb kampusza egyben. A hallgatók a lehető legkülönbözőbb beállítottságú és érdeklődési körű fiatalok, bizonyítja ezt az, hogy a jogi kartól a közgazdasági karig, a bölcsészhallgatóktól az informatikusokig valamennyi egyetemi kar képviselteti magát, a legkülönbözőbb egyéniségeket felmutatva.
A drámaműhely rotációs rendszerben működik: évente kénytelen megújulni, hiszen a végzős hallgatók elmennek, és az elsőévesek megjelennek helyettük. A drámaműhely célja azonban mindig az, hogy a csoporttagok – újak és régiek egyaránt – hatással legyenek egymásra, egymást fejlesszék a tanárok segítségével, és a változás tartós legyen.
A drámaműhely sajátossága, hogy a munka nem egy szakemberhez kötődik, hanem több, kitűnő szakember segítségét és szakmai tudását is igénybe veszik. Hasonlóan azokhoz a produkciókhoz, amihez rendező, egyszemélyi vezető kell, ott is egy-egy szakember felügyeli a munka megvalósulását. A különböző vendégelőadók tudása együtt biztosítja hogy műhely tagjai a művészeti megközelítés lehetőségeiről nyerjenek tapasztalatokat. Az Egy Maszk vendégtanárai voltak többek között Kokics Péter, Harsányi Attila és Szatmári György, a Miskolci Nemzeti Színház színművészei.

## Célkitűzéseik

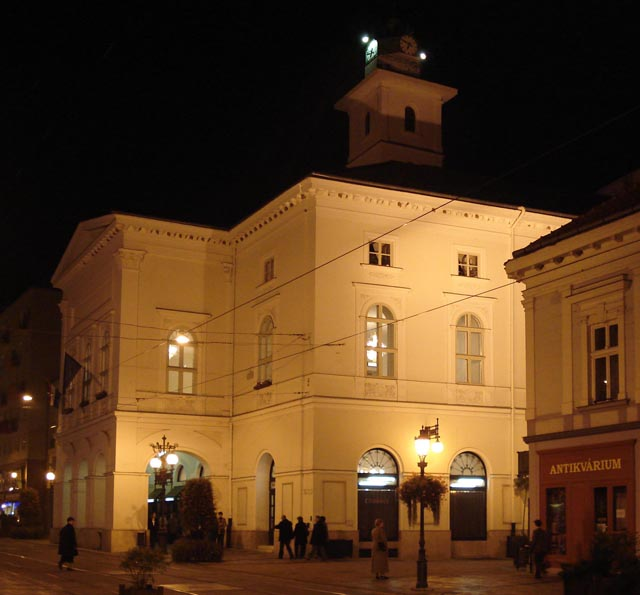
A Miskolci Nemzeti Színház épülete

Az Egy Maszk drámaműhely célja kettős: kulturális és társadalmi.
Társadalmi jelentőségük abban áll, hogy nem kizárólag célként tekintenek az előadóművészetre, hanem legalább annyira eszközként is. Az Egy Maszk a drámapedagógiával a problémamegoldó képességet kívánja erősíteni, illetve a fiatalok kifejezőeszközeit bővíteni a társadalmi kapcsolatteremtés megkönnyítése érdekében. Mind verbálisan (párbeszéd útján), mind non-verbálisan (gesztikulációval, megjelenéssel, testbeszéddel). Illetve szélesebb értelemben a bemutatott vagy a bemutatásra kerülő darabok vonatkozásában a színházművészet sajátos szellemi muníciójának segítségével.
A drámaműhely kulturális célja, hogy előadásaikkal érzéseket, érzelmeket közvetítsenek a művészeten keresztül, szórakoztassanak és elgondolkodtassanak. Céljuk, hogy a rendhagyó irodalomórákkal és fórumszínház technikával úgy vigyék közelebb a verseket és a színdarabokat a gyerekekhez és a felnőttekhez, hogy az egy élethelyzetetet magyarázzon és a felmerülő problémákra különféle megoldásokat mutasson fel.
A fórumszínház kitűnően alkalmas arra, hogy a színház módszereivel feloldódjanak olyan problémák, amik máshogy nem tudnak. A résztvevők konfliktuskezelési technikái, problémamegoldó képessége javul a csapatmunkával és a kreativitással. Ezek a technikák arra vannak kitalálva, hogy megtapasztaljuk, hogyan lehet a társadalmi érzékenységet növelni, belecsöppenni idegennek tűnő élethelyzetekbe.
Az Egy Maszk az elzárt Egyetemvárost szeretné összekötni Miskolc városával, egyfajta hídként szolgálva ehhez a műhely által rendezett programok.

## Előadásaik
A drámaműhely minden évben újabb darabbemutatót tart, és verssel ünnepel a költészet napján. Eddig már számos sajátos felfogású és hangulatú előadásuk volt: Tükör a tükörben, Shakespeare Szentivánéji álom, tartottak Kondor Béla-emlékestet, 1956-os előadóestet, Bolyai-emlékműsort, és műsoraikat szerte az országban is bemutatták.
A 2016-os újraindulásuk óta szintén több előadáson túl vannak. 2016. június 5-én Sławomir Mrożek Piotr Ohey mártíromsága című drámáját állították színpadra, a bemutató a Miskolci Nemzeti Színház Játékszínében volt látható. 2016. október 20-án performanszot rendeztek 1956 fiataljairól, ahol az Egyetemi Könyvtár melletti lélekharangnál Kölber Gábor és Kiss Gábor elsőéves hallgatókról emlékeztek meg. Az egyetemi Uni-Caféban rendezett adventi esten Oscar Wilde A boldog herceg című művét mutatták be. 2017. április 26-án Illyés Gyula Tűvé-tevők című parasztkomédiáját állították színpadra, a bemutató a Miskolci Egyetem könyvtárában volt látható, az előadást azonban a Zenepalotában is megismételték Miskolc Város Napján.
Előadásaik mellett rendszeresen több kisebb eseménnyel is fellépnek, ilyen esemény volt többek között a 2017. március 2-án először megrendezésre kerülő Maszkok éjszakája.
Az Északkelet Regionális Versmondó Egyesület és a Térerő Közösségi Alapítvány összefogása által 2017. május 26-án az Élő Adás nevű adománygyűjtő est keretében, 900 ezer forint támogatást gyűjtöttek, ezzel utat nyitva jövőbeli terveik megvalósulásának irányába. Ezek a tervek többek között magukban foglalják a fórumszínház szervezését a gimnáziumokban, ezzel megteremtve annak a lehetőségét, hogy a középiskolások fejlődjenek és játékosan váljanak társadalmi problémákat értő egyénekké.